# Gilbertsville, New York
Gilbertsville är en ort (village) i Otsego County i delstaten New York. Vid 2010 års folkräkning hade Gilbertsville 399 invånare.

## Kända personer från Gilbertsville
- Abijah Gilbert, politiker